# Rionansa
Rionansa è un comune spagnolo di 1 344 abitanti situato nella comunità autonoma della Cantabria, comarca Saja-Nansa.
Solcato dal fiume Nansa di cui porta il nome, il territorio municipale è all'interno della Reserva Nacional de Saja in un territorio montano che si estende dal minimo di altitudine di 120 metri s.l.m. ai 2046 metri del Cornón, il più alto dei picchi della Sierra de Peña Sacra con alcuni tipici paesaggi carsici dove numerose sono le cavità naturali. È inoltre un importante nodo stradale centro di confluenza di strade delle valli del Saja, del Nansa, della Costa Occidentale e di Liebana. È formato da 16 piccoli nuclei di popolazione compreso il capoluogo Puentenansa il cui nome deriva dal ponte sul Nansa esistente nel centro dell'abitato. Puentenansa con i suoi 204 abitanti è il più popolato fra i 16 borghi che costituiscono il comune, si trova a 210 metri sul livello del mare a 73 km di distanza da Santander capitale della Cantabria. Vi ha sede la società Saltos de Nansa che ha costruito impianti idroelettrici con quattro centrali e dà lavoro a diverse persone del luogo. L'economia locale è basata tradizionalmente sull'attività agropastorale che occupa il 21,1% della popolazione attiva, l'edilizia ne occupa il 24,1%, l'industria il 10,2% e il settore terziario (commercio e servizi) il 44,6%. L'andamento demografico durante lo scorso secolo è stato di crescita del numero di abitanti fino a toccare nel 1950 il doppio del numero registrato poi nel 2001 per iniziare in seguito a diminuire a causa dell'emigrazione che ha interessato diversi giovani che hanno trovato altrove un ambiente che offriva migliori possibilità di lavoro e qualità di vita per loro più interessanti. Ciò ha determinato un invecchiamento della popolazione associato alla diminuzione dell'indice di natalità. Negli anni '60 Rionansa è stata protagonista di un caso di religiosità che ebbe una notevole risonanza: le due apparizioni della Madonna nella località di San Sebastián de Garabandal ad alcune bambine. Questi eventi miracolosi non furono riconosciuti come validi dalla Chiesa Cattolica ma, ciononostante, molti fedeli vengono tuttora in pellegrinaggio alla piccola cappella costruita nel luogo della presunta apparizione dove si possono anche leggere i messaggi che la Vergine avrebbe dato alle bambine.

## Storia
Le diverse cavità naturali esistenti nel territorio alcune delle quali con grafiti e disegni rupestri e con resti ed oggetti della preistoria hanno permesso di confermare la continuità della presenza umana in questa località dal Paleolitico al Medio Evo. Autori greci e romani nei loro scritti hanno citato il fiume Nansa. Nel Medio Evo le prime dichiarazioni scritte sulle località formanti attualmente il municipio si trovano in documenti del secolo XI quando queste terre appartenevano al Regno di Castiglia e costituivano la parte settentrionale della Merindad de las Asturias de Santillana. Nel XIV secolo passarono sotto la signoria dei Manrique conti di Castañeda e marchesi di Aguilar. Ciò durò fino al 1814 quando il re Fernando VI riserbò a se stesso la nomina del corregidor (governatore) della signoria. Nel 1822 nel corso del cosiddetto triennio liberale in cui fu posta la fine del regime feudale spagnolo, si costituì il comune costituzionale di Puente Nansa che nel 1835 assunse il nome di Rionansa con capoluogo in Puentenansa e partido judicial, cioè distretto giudiziale, di San Vicente de Barcena. Negli anni '40 dell'ultimo secolo si stabilì in Puentenansa l'impresa Saltos del Nansacostruttrice e gestrice di diversi impianti idroelettrici fondamentali per la fornitura dell'acqua e dell'energia elettrica alla comarca e occasione di rilancio e differenziazione dell'economia del paese fino ad allora esclusivamente rurale.

## Monumenti e luoghi d'interesse
Interessanti sia dal punto di vista archeologico che da quello della speleologia sono le cuevas (grotte) di Chufin, di El Soplao e di Micolón nella località di Celis con grafiti e disegni rupestri rappresentanti animali.
Del patrimonio architettonico religioso sono da ricordare le chiese di San Miguel Arcangel in Cossio del XVII secolo, di San Pedro in Celes dei secoli XVI e XVII, di San Sebastián in San Debastián de Garabandal del XVII secolo, di San Facundo in Obeso del XVIII secolo, di San Jorge di Puentenansa del 1925 e inoltre le ermitas di San Roque del XVIII secolo in Celes, del Carmen nella stessa località del XVIII secolo, di San Antonio
in Riclones del XVII secolo, la Capilla de la Virgen in San Sebastián de Garabandal del 1750. Nel patrimonio architettonico civile emergono la Torre de Rubin de Celes in Obeso risalente al XV secolo, la Casa Torre de Cosio in Cosio dei secoli XVII e XVIII, la Casona de Cosio con annessa cappella costruita nel 1723 in Cosio, la Casa de la Panda del XVIII secolo in Cosio, la casa de la Campa del XVIII secolo in Celes, la Casa de Condal in San Sebastián de Garabandal del 1723, il Balneario de la Buzosa in Puentenansa, stabilimento termale con complesso alberghiero costruito nel 1850.

## Feste
Feira de ganado fiera ed esposizione del bestiame d'allevameto che si tiene a Puentenansa il secondo sabato di marzo e il terzo di dicembre, San Antonio il 13 giugno in Riclones, San Juan il 24 giugno in Celucos, SAn Pedro il 29 giugno in Celes, N.tra S.ra del Carmen il 16 luglio in Arenas e in Cosio, San Sebastián il 18 luglio in San Sebastián de Garabandal, Santiago y Santa Ana il 25 e 26 luglio in Rozadio, N.tra S.ra de Llano il 15 agosto in Obeso, Nuestra Señora il 15 agosto in Rioseco, San Roque il 16 agosto in Cosio, Virgen de la Salud l'8 settembre in Cosio e in Puentenansa, San Miguel Arcangel in Puentenansa il 29 settembre con concorsi gastronomici, gare sportive e balli di picayos, danze tradizionali della Cantabria che partecipano alle processioni e alle cerimonie religiose accompagnate da lodi al santo che si festeggia e richieste di grazie, San Facundo il 27 novembre in Obeso.